# Guichet d'entreprises
Pour les articles homonymes, voir Guichet.
Le terme guichet d’entreprises regroupe différentes instances qui effectuent des services publics pour les entreprises. Ceux-ci ont été mis en place à l'initiative de la Commission européenne, qui souhaitait encourager et faciliter la création d'entreprise. 

## Historique
La directive européenne 2006/123 (directive Services) a contraint les États membres à mettre en place ces guichets uniques au plus tard pour le 28 décembre 2009, imposant un important devoir d’information par ses articles 6 et 7.
L'objectif principal est la création pour chaque pays d'un portail d’accès à l’usage des entreprises en vue de remplir l’ensemble des formalités administratives.

## Missions du guichet d’entreprises
La première mission est l’information étendue à l’égard de l’entrepreneur potentiel portant sur l’ensemble des obligations, autorisations et formalités nécessaires à exercer l’activité d’entrepreneur.
Les guichets d’entreprises peuvent – en accord avec leurs clients – fournir des services supplémentaires tels que conseil et accompagnement, ainsi que remplir certaines formalités  comme la demande d’inscription à la TVA, le paiement de cotisations sociales ou une demande d’autorisation.

## Mise en œuvre par pays

### En Belgique
Les guichets d’entreprises agréés ont été chargés par la loi du 16 janvier 2003 de l’inscription des commerçants et artisans dans la Banque-Carrefour des Entreprises (modernisation du registre de commerce) et du contrôle préalable d’une série d’autorisations telles que : carte professionnelle pour les étrangers, autorisation et connaissances de base en matière de gestion d’entreprise et compétences professionnelles pour les professions réglementées, aussi connues sous la dénomination loi d’établissement.
Un guichet d’entreprises agréé est une association sans but lucratif (ASBL) avec des missions spécifiques, agréées par les pouvoirs publics. Il existe 8 guichets d’entreprises agréés totalisant plus de 200 sièges d'exploitation dans les villes et les communes importantes de Belgique,. Les 8 guichets d'entreprises agréés en Belgique sont les suivants (repris ici par ordre alphabétique) : Acerta, Eunomia, Formalis, Liantis, Partena, Securex, UCM (Union des Classes Moyennes) et Xerius. 
Le guichet d’entreprises constitue le point de contact central pour régler toutes les formalités administratives liées au lancement d'une entreprise individuelle,. Lors du lancement d’une nouvelle entreprise, le candidat entrepreneur doit s’adresser à un guichet d’entreprises qui se charge de remplir l’ensemble des formalités administratives. Pour ce qui est d'une société revêtant une personnalité juridique, il y a toutefois lieu de commencer par contacter un notaire pour aider à rédiger les statuts, puis les déposer au greffe du tribunal de commerce afin de les publier au Moniteur belge. Ce n'est qu'ensuite qu'il faut s'adresser à un guichet d'entreprise pour s'enregistrer auprès de la Banque-Carrefour des Entreprises et accomplir les différentes formalités administratives encore nécessaires le cas échéant (enregistrement à la TVA, Office national de la sécurité sociale (ONSS), secrétariat social...).

### En France
En France, le site web mis en ligne fin 2009 - Guichet entreprise - permet de retrouver l'information relative aux activités réglementées au sens de la « directive services », mais aussi de réaliser de manière totalement dématérialisée les formalités de création d'entreprise, quelle que soit l'activité.
Un service à compétence nationale dénommé « guichet entreprises » est créé par un arrêté du 22 avril 2015.
La loi PACTE de 2019 met en œuvre le guichet unique des entreprises, un guichet qui regroupe toutes les administrations auxquelles un chef d'entreprise doit rendre des comptes. Un projet qui a mal été analysé selon la Cour des comptes qui relève en décembre 2023 une mise en œuvre chaotique.